# Louis Le Comte
Louis Le Comte (1655-1728), est un jésuite et mathématicien français envoyé par Louis XIV en mission religieuse et scientifique en Chine, en 1685.
Il publie en 1696 les Nouveaux mémoires sur l'état présent de la Chine. Il y glorifie les Chinois d'avoir connu le vrai Dieu pendant deux mille ans, de lui avoir dédié un temple treize siècles avant la construction du Temple de Salomon, et d'avoir observé les plus purs principes de la morale tandis que le reste de la Terre était dans l'erreur et dans la corruption. Le livre se trouve emporté dans les remous de la querelle des rites chinois, qui oppose à ce moment-là les jésuites aux Missions étrangères. Il est censuré en 1700 par la faculté de théologie de Paris.

## Biographie
Daniel Louis Le Comte naît à Bordeaux le 10 octobre 1655, dans une famille noble. Entré dans la Compagnie de Jésus, il est enseignant et prédicateur, tout en suivant son penchant pour l'étude des mathématiques.

### Contexte du voyage en Chine
Au XVIIe siècle, en Extrême-Orient, la puissance militaire du Portugal décline. Hollandais et Anglais en profitent pour y contester son monopole commercial. Louis XIV souhaite développer le commerce français dans ces contrées lointaines.
En 1659, le pape Alexandre VII semble favoriser la France au détriment du Portugal en nommant vicaires apostoliques trois Français, trois sociétaires des Missions étrangères. Ils ont autorité, entre autres, sur toutes les missions de Chine,. C'est un coup porté au Padroado, qui protège le commerce portugais. Les missionnaires de Chine ne dépendent plus du pouvoir temporel, via des évêques nommés par le roi du Portugal. Ils ne font plus allégeance à un roi. Ils doivent prêter serment d'obéissance aux vicaires apostoliques représentant le pape, et à eux seuls, « le Souverain Pontife ayant une puissance suprême et absolument indépendante pour la conduite spirituelle des âmes dans toute la Terre ». Tous les missionnaires protestent — notamment les jésuites, jusque-là très liés au roi du Portugal.
Les jésuites sont présents en Chine depuis 1582. Mais ils assistent à la montée en puissance de leurs rivaux des Missions étrangères. Ceux-ci les supplantent au Tonkin, en Cochinchine et au Laos. Au Siam, ils ont le quasi-monopole de l'évangélisation. Et l'un des leurs, le vicaire apostolique du Tonkin, François Pallu, prend pied en Chine en 1684. Les jésuites se tournent alors vers le roi de France.
Louis XIV est mécontent lui aussi, car il n'a pas autorité sur les missionnaires. Il perd confiance dans les vicaires apostoliques, qui laissent la porte ouverte au commerce des puissances protestantes. En 1685, il se décide à jouer la carte jésuite.

### Le projet de mission
L'envoi de missionnaires est strictement réservé au Saint-Siège. Ni Louis XIV ni la Compagnie de Jésus ne peuvent passer outre. Louis XIV agit sans l'accord du pape. Les six jésuites qui vont se rendre en Chine sont donc présentés avant tout comme des scientifiques. Ils dépendront du roi de France sur le plan temporel, et de leur ordre sur le plan spirituel.
Pour se faire accepter des élites chinoises, les jésuites d'autres nationalités ont déjà expérimenté la stratégie des échanges scientifiques : les six jésuites français sont tous mathématiciens. Ce sont Jean de Fontaney, Guy Tachard, Joachim Bouvet, Claude de Visdelou, Louis Le Comte et Jean-François Gerbillon,. « Mathématiciens du roi », ils constituent le noyau fondateur de la mission jésuite française en Chine, destinée « à servir les intérêts commerciaux, diplomatiques et scientifiques de la France, tout en contribuant à l'œuvre missionnaire de la Compagnie de Jésus »,. Ils sont placés sous l'autorité de l'Académie royale des sciences de Paris. Celle-ci les charge en premier lieu d'étudier l'histoire et la chronologie chinoises, et en second lieu de se livrer à des observations astronomiques. Ils doivent aussi décrire les plantes, les animaux, « l’artillerie, les fortifications, les techniques, ainsi que la religion, les fêtes, le droit, la Grande Muraille » et les principales villes (Pékin, Nankin, Canton).

### Séjour au Siam

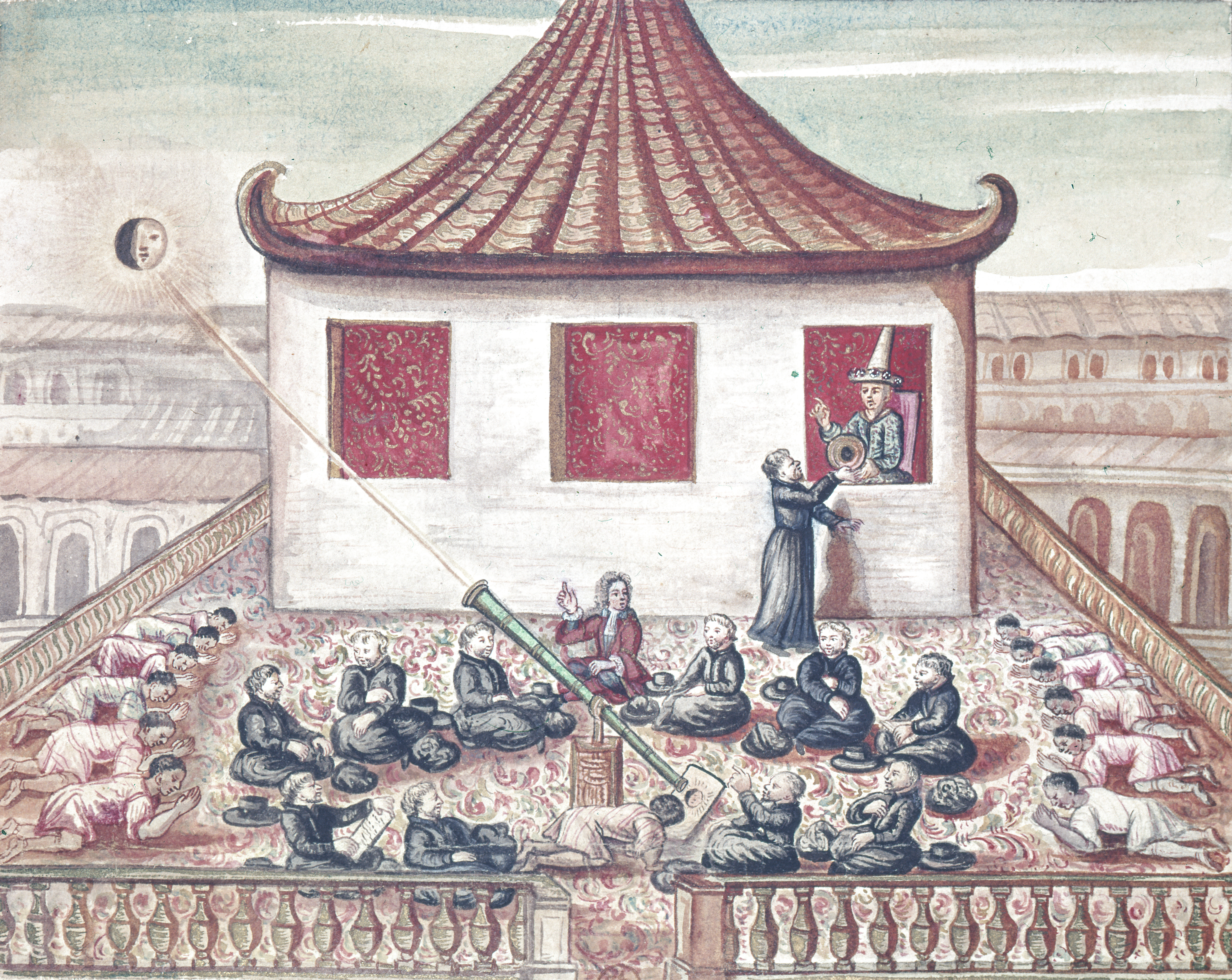
Fin avril 1688, à Lopburi, Narai observe une occultation solaire en compagnie de nouveaux jésuites qu'il a fait venir. Le Comte a observé cette éclipse en Chine. Il la décrit dans ses Nouveaux mémoires.

La première partie de leur voyage va les conduire au Siam. Ils accompagnent l'ambassadeur extraordinaire dans ce pays, le chevalier de Chaumont. Ils quittent Brest le 3 mars 1685.
Jean de  Fontaney met à profit la traversée pour initier ses compagnons à la pratique de l'observation astronomique. Ils n'ont pas la possibilité d'apprendre le chinois. À défaut, ils étudient le portugais, qui est la langue véhiculaire des échanges maritimes en Orient. Ils font des observations astronomiques au cap de Bonne-Espérance et à Pondichéry. Ils mouillent à l'embouchure de la Menam Chao Phraya le 23 septembre.
Ils doivent patienter dix mois au Siam, dans l'attente de vents propices. Phra Narai, le roi, est passionné d'astronomie. Les jésuites observent en sa compagnie, le 11 décembre, à Louvo (aujourd'hui Lopburi), une éclipse lunaire. Quelques jours plus tard, l'un des leurs, Guy Tachard, retourne en France avec Chaumont. Narai le charge de lui envoyer douze nouveaux jésuites mathématiciens.
Au mois de juillet 1686, tandis que Le Comte est retenu auprès de Narai, ses quatre compagnons embarquent pour Macao. Ce comptoir commercial du sud de la Chine, partiellement géré par les Portugais, constitue pour les missionnaires le point d'entrée dans l'empire du Milieu. L'expédition tourne au cauchemar. Ayant souffert dans une tempête, puis en butte aux vents contraires, le navire est incapable de dépasser la pointe du Cambodge. Il doit faire demi-tour, et relâcher à Ko Samet. Une tentative de retour à pied échoue.
En août, dans la province du Trat, Le Comte peut observer une comète. Il demande au Grec Constantin Phaulkon, le premier conseiller du roi, de le faire admettre dans une communauté de ceux que les Européens appellent des « talapoins », les religieux bouddhistes. Aucun n'a pu encore être converti. Or, leur conversion est le préalable requis pour évangéliser la population. Le Comte estime qu'en s'habillant à leur manière, en menant leur vie austère, la chose deviendra possible : une expérience similaire a donné des résultats à Madura. Mais Phaulkon ne peut accéder à la demande du missionnaire. Il est aux prises avec des troubles dus à la conspiration des Makassar, en août et septembre 1686.
Le Comte voit alors revenir les quatre autres missionnaires, dont le voyage a tourné court. Fin février 1687, à Louvo, en compagnie de Narai, les jésuites observent la conjonction de Jupiter et de Mars. Ils apprennent que les Portugais s'opposent au passage des missionnaires de leur enclave de Macao vers la Chine. Ils optent pour une autre route.

### Séjour en Chine

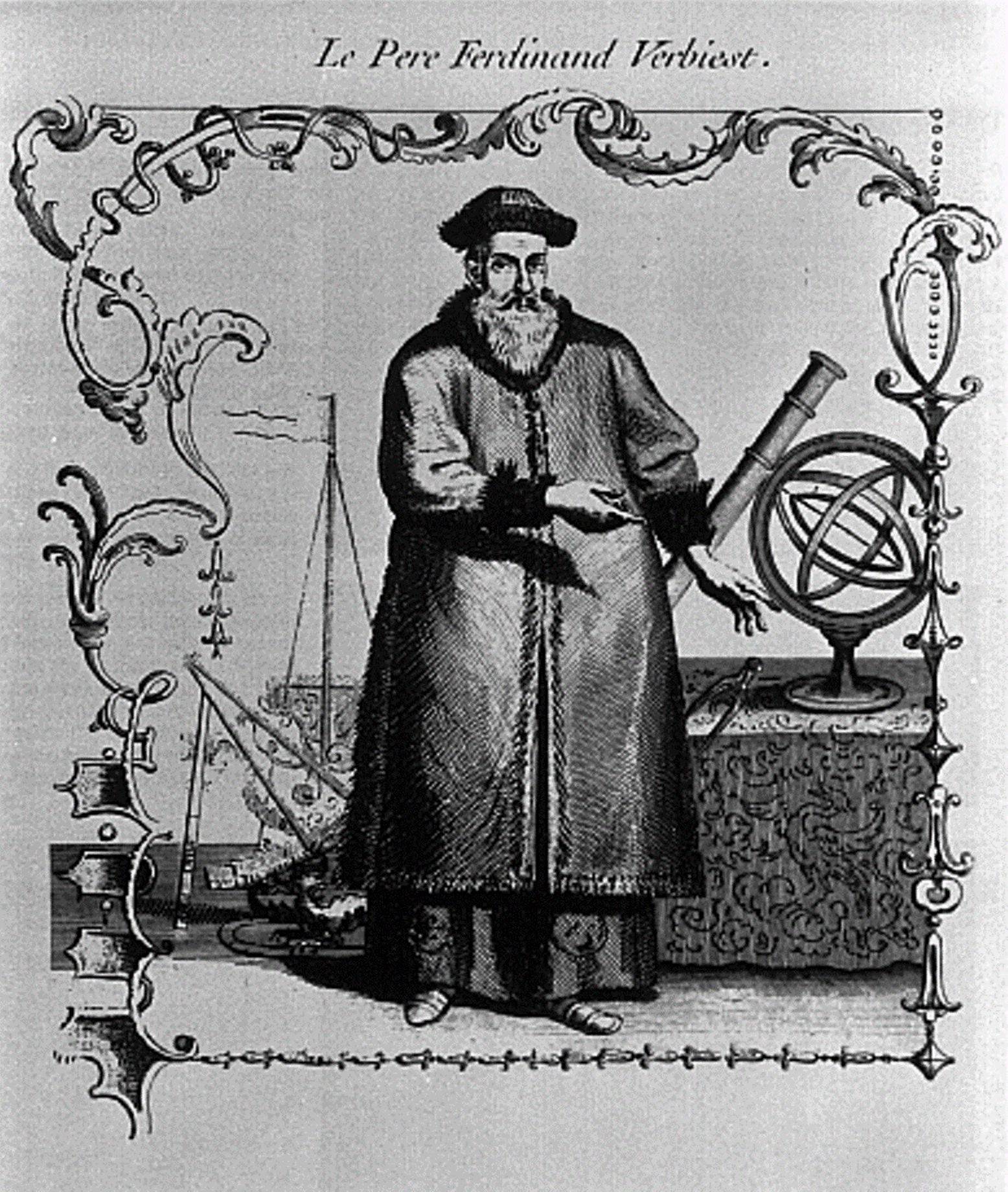
Ferdinand Verbiest.

À leur second départ, le 17 juin 1687, Le Comte est du voyage. Les cinq missionnaires embarquent sur un petit bateau chinois qui se rend à Ningbo, dans la province du Zhejiang,. Après 36 jours d'un voyage éprouvant, ils mouillent devant Ningbo le 25 juillet 1687. Ils ont quitté la France depuis plus de deux ans. Mais l'entrée en Chine par Ningbo est illégale, et les Chinois sont très formalistes. Les missionnaires adressent une lettre au père Ferdinand Verbiest, supérieur de la résidence jésuite de Pékin, mathématicien flamand qui a la faveur de l'empereur Kangxi. Ils l'informent de leur situation désespérée : ils seront expulsés dès que l'empereur aura ratifié l'arrêt du Lipou, le tribunal de Pékin, l'un des grands tribunaux de l'empire. En attendant la décision de l'empereur, ils se répartissent les taches de leur mission. Le Comte est chargé d'étudier l'histoire des arts libéraux et des arts mécaniques.
Verbiest intercède auprès de l'empereur. Kangxi demande aux astronomes de venir le rencontrer, pour qu'il puisse juger de leurs talents. Après y avoir été bloqués quatre mois durant, ils peuvent enfin quitter Ningbo le 26 novembre 1687.
Ils remontent le grand canal en barque jusqu'à Yangzhou. Les glaces les contraignent de continuer en litière. À l'approche de Pékin, ils apprennent la mort de Verbiest. Ils entrent dans la ville le 8 février 1688, quelque trois ans après leur départ de France.

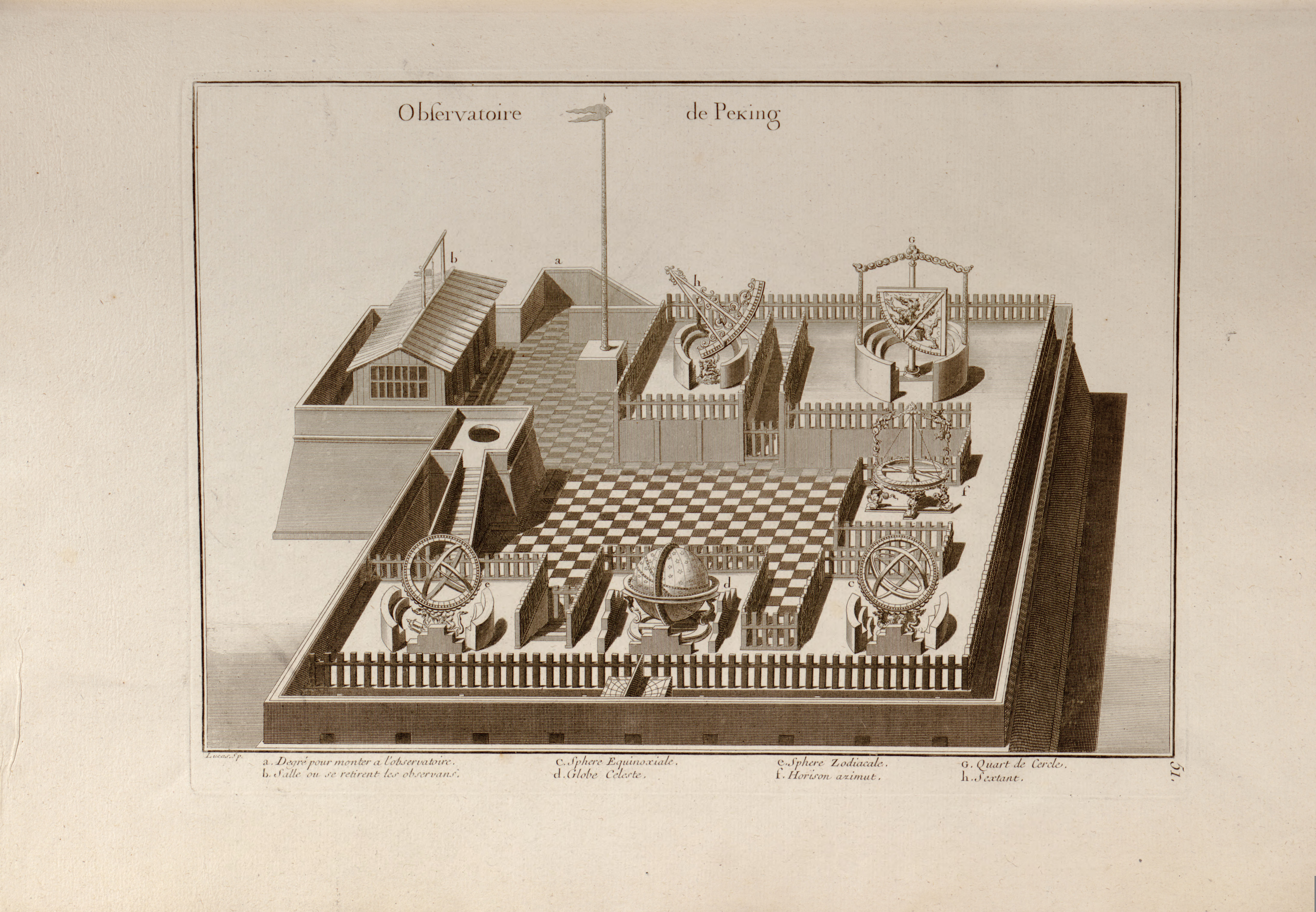
L'observatoire impérial de Pékin. Copie en miroir d'un dessin de Le Comte publié dans les Nouveaux mémoires,.

Celui qui succède à Verbiest en tant que supérieur de la résidence jésuite, Thomas Pereira, est un Portugais. Il fait allégeance à Pierre II, et ne voit pas d'un bon œil surgir des envoyés du roi de France. Il n'est pas astronome, mais musicien. Il ne valorise pas les nouveaux venus aux yeux de l'empereur. Il leur défend de se déplacer avec leurs instruments ou de s'adonner à l'observation scientifique. Après avoir été reçus par l'empereur, les cinq missionnaires visitent l'antique observatoire impérial. Le Comte n'est guère impressionné. Il fournit une description illustrée des lieux et de quelques instruments dans ses Nouveaux mémoires,. L'empereur choisit de retenir auprès de lui Gerbillon et Bouvet, choix surprenant, car ils sont les moins versés en astronomie. Fontaney, Visdelou et Le Comte partent alors à Nankin avec la plupart des instruments qu'ils ont apportés de France, dans l'intention d'y faire des observations.
On confie à Le Comte la dure mission du Chen-si (Shaanxi). Cette province est vaste, le climat y est rude, les chemins sont peu praticables, et les églises très éloignées l'une de l'autre,. Le religieux, dit Pierre Larousse, montre dans sa mission « beaucoup d'habileté et une grande tolérance pour les superstitions que les néophytes chinois mêl[ent] aux notions de christianisme, suivant, en cela, les vues sagement intéressées de son ordre ». Il reste longtemps dans le Chen-si. Il est ensuite envoyé dans d'autres régions, ce qui lui permet de découvrir divers aspects de la Chine. Il parcourt plus de 2 000 lieues en cinq ans.

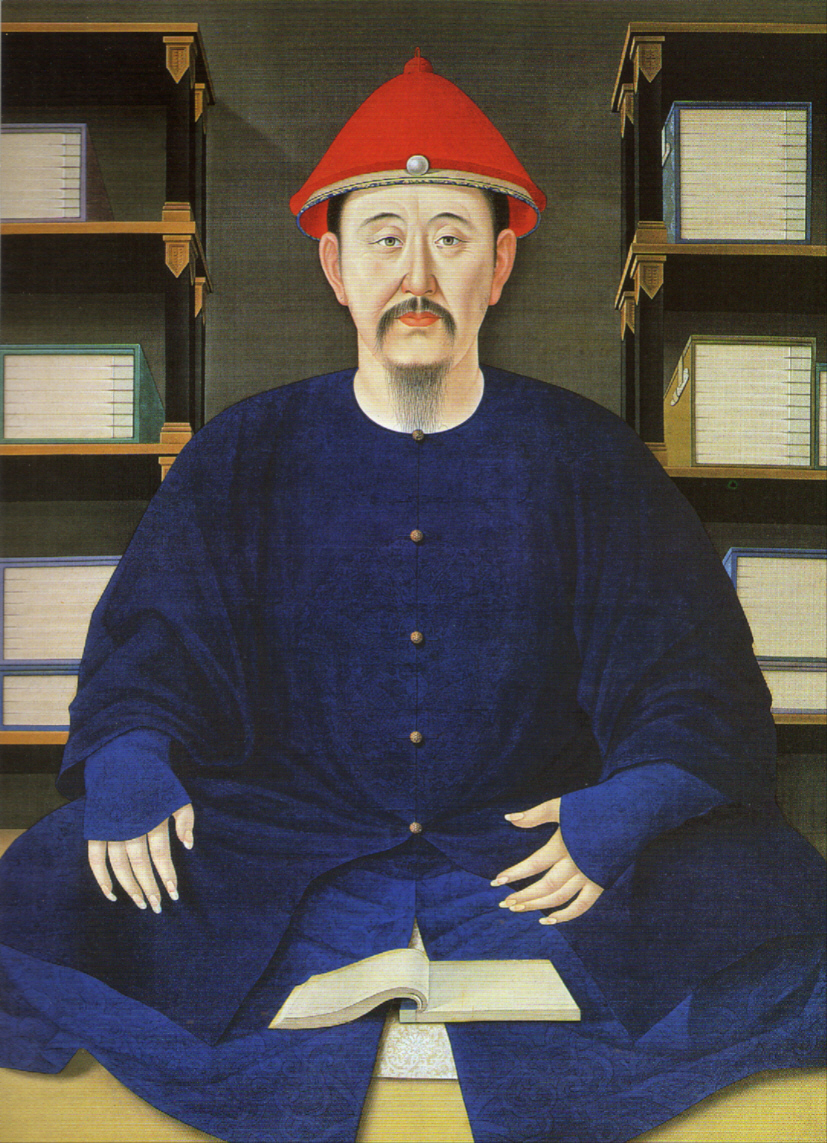
L'empereur Kangxi en 1699.

Il ne délaisse pas pour autant les travaux astronomiques. Fin avril 1688, les jésuites observent depuis plusieurs lieux de la Chine une occultation solaire. Le Comte, posté à Kiam-chéou, dans le Chan-si, la décrit dans ses Nouveaux mémoires. En décembre 1689, à Pékin, il observe une comète. Le 10 novembre 1690, il est à Canton, où il peut voir Mercure passer devant le Soleil. Il décrit cette observation dans ses Nouveaux Mémoires.
À la mi-août 1691, le vice-roi de Hangzhou interdit l'exercice de la religion chrétienne dans toute la province du Zhejiang. Les religieux informent le père Gerbillon, à Pékin. Celui-ci fait intervenir le prince Sosan, « l'un des plus puissants ministres de l'empire, et son ami particulier ». Sosan adresse une lettre ferme au vice-roi. Mais les persécutions redoublent.
De leur côté, Fontaney, Visdelou et Le Comte vivent dans la misère, car les Portugais bloquent les aides financières qui arrivent de France pour les jésuites. Les trois missionnaires décident alors d'envoyer l'un d'eux en Europe pour expliquer la situation. Le Comte est choisi. Selon Pierre-Henri Durand, il aurait quitté la Chine à la fin de l'année 1691.

### Retour en Europe
Il s'arrête à Rome pour informer Innocent XII de l'état des missions en Chine,. Il rejoint ensuite la France.
Pendant ce temps, en Chine, dans l'affaire de l'interdiction du culte catholique dans la province du Zhejiang, le tribunal des rites a donné raison au vice-roi de Hangzhou. L'empereur a ratifié l'arrêt. Mais la détermination du prince Sosan finit par l'emporter. Le 22 mars 1692, Kangxi promulgue un édit de tolérance. La religion chrétienne peut être librement pratiquée.

### La querelle des rites chinois gagne l'Europe

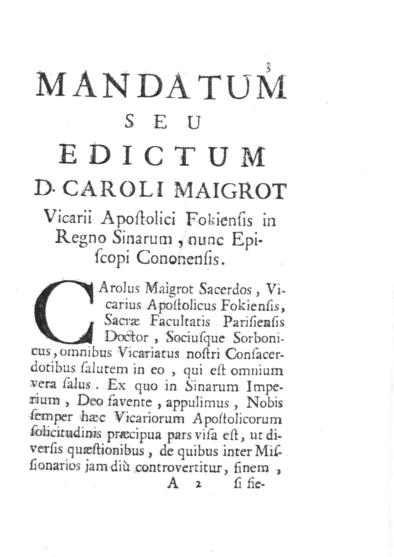
En 1693, le mandement de Charles Maigrot attise la querelle des rites chinois.

À partir de 1631, les jésuites voient arriver à Pékin des franciscains et des dominicains. De la rivalité entre ces missionnaires naît la querelle des rites chinois : le fait que les jésuites pratiquent l'inculturation est dénoncé par leurs adversaires. Ceux-ci en appellent au pape. En 1645, Innocent X menace d'excommunication « tout chrétien se livrant aux rites chinois (culte des anciens, honneurs à Confucius) »,. Puis, en 1656, Alexandre VII admet que l'hommage à Confucius est « un culte purement civil et militaire ».
En 1687, le jésuite français Michel Le Tellier soutient les missionnaires jésuites en publiant une Défense des nouveaux chrétiens et des missionnaires de la Chine, du Japon et des Indes. À Paris, un certain calme règne encore, puisque Jacques-Charles de Brisacier, le supérieur des Missions étrangères, donne son approbation à cet ouvrage,. Le janséniste Antoine Arnauld et son ami Du Vaucel attaquent le livre. En 1688, les relations se tendent entre jésuites et Missions étrangères lorsque le père Tachard, le compagnon de Le Comte au Siam, demande à Louis XIV et au pape l'expulsion des Missions étrangères du Siam.
En 1693, un an après que Kangxi a promulgué l'édit de tolérance, la querelle prend une vigueur nouvelle. Le vicaire apostolique du Fujian, Charles Maigrot, des Missions étrangères, interdit les rites chinois aux nouveaux convertis. Son mandement met le feu aux poudres. Il est violemment attaqué, et tout aussi violemment défendu.
En Europe, en France, nul ne soupçonnait l'existence de cette querelle vieille de plus de 50 ans. Elle va maintenant passionner l’opinion européenne, « s’inviter dans toutes les querelles théologiques et donner lieu à une foule de prises de positions pour ou contre les jésuites. »

### Publication desNouveaux mémoires
Le Comte est resté en France. Le 7 juillet 1696, il publie les Nouveaux mémoires sur l'état présent de la Chine, en deux volumes. L'ouvrage se présente sous la forme de 14 lettres, adressées à 14 personnages importants : à Ponchartrain, à Torcy, au cardinal d'Estrées, au cardinal de Bouillon, au père de La Chaize… L'auteur ne s'adresse pas à des savants, mais à des personnes cultivées, à des esprits curieux. C'est donc une œuvre de vulgarisation.
Le Comte évoque son voyage de Brest à Pékin. Il décrit les villes de Chine, le climat, les canaux, les rivières, les fruits. Il présente le caractère particulier et les mœurs des Chinois, leurs qualités et leurs défauts, leur morale, leur langue, leurs livres. Il explique la politique et le gouvernement, la religion ancienne et moderne. Il aborde dans la lettre 11 l'implantation du christianisme en Chine. La lettre 12 présente la méthode de conversion et l'accueil réservé à la religion chrétienne. La lettre 13 fait un historique des événements qui conduisent à l'édit de tolérance de 1692. Dans la lettre 14, Le Comte donne un aperçu — en prenant soin de rester accessible — de ses observations scientifiques et de celles d'autres jésuites : astronomie, géographie, faune, pêche à la perle, coraux…

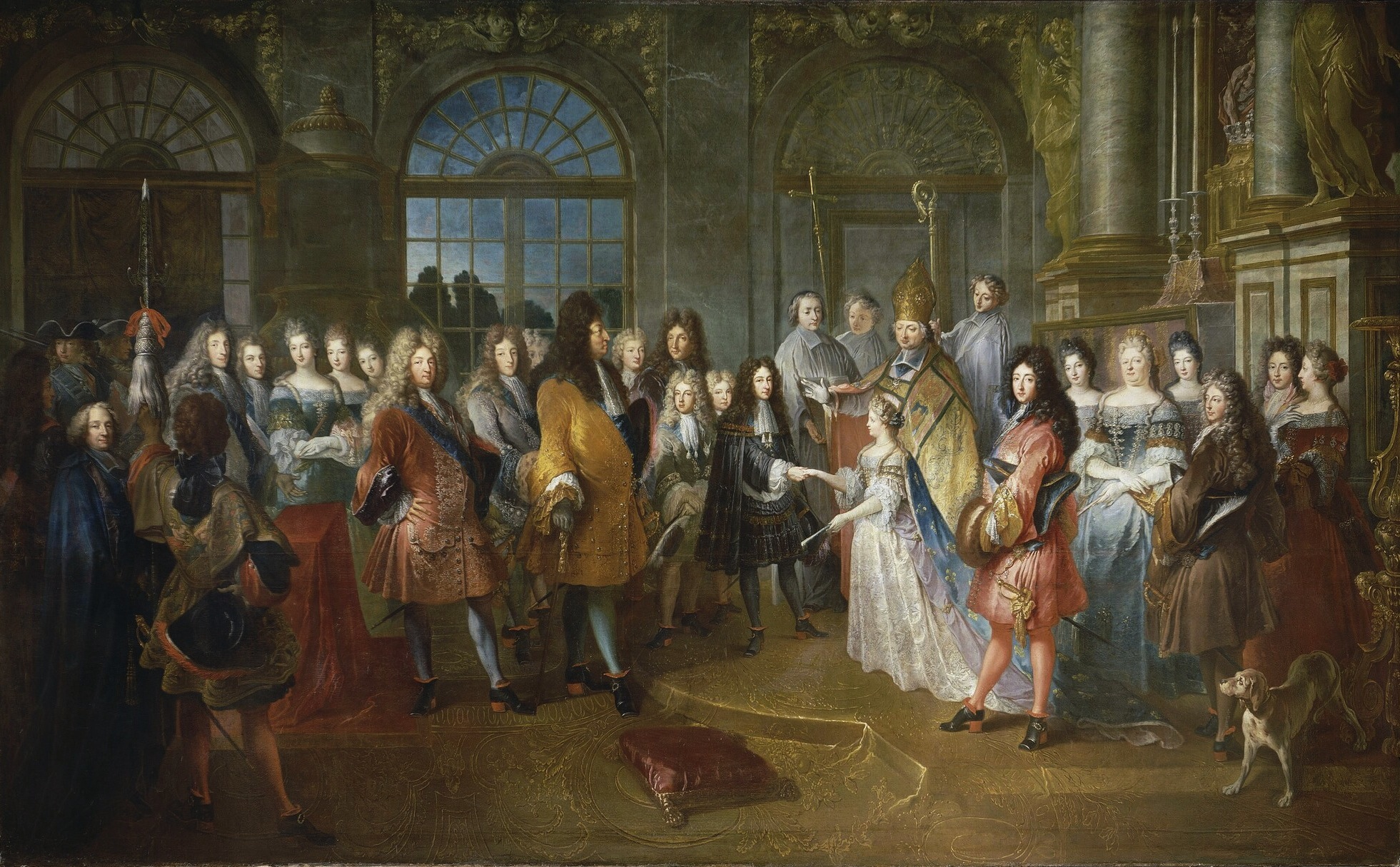
Mariage de Marie-Adélaïde de Savoie et du duc de Bourgogne, le 7 décembre 1697.

Le livre a un grand succès. En 1819, le jésuite Pierre-Joseph de Clorivière estime que « cet ouvrage, écrit certainement d'une manière intéressante, est encore aujourd'hui l'un des livres où les gens du monde peuvent puiser les connaissances les plus exactes sur ce pays singulier et peu connu alors ». En 1859, François-Xavier Tessier le trouve « répréhensible pour les paradoxes qu'il renferme » : il y voit « un panégyrique outré de la civilisation chinoise », où les Chinois auraient « de tout temps connu et adoré le vrai Dieu ». Pour Pierre Larousse, en 1873, ces Nouveaux Mémoires « n'en sont pas moins le livre le plus exact et le plus impartial que les missionnaires aient écrit sur l'empire du Milieu ».
Le 1er octobre 1696, trois mois après la parution du livre, Louis XIV nomme Le Comte confesseur de Marie-Adélaïde de Savoie, qui va épouser l'année suivante le duc de Bourgogne. Selon Saint-Simon, le confesseur est « fort goûté » de la princesse et de toute la cour.
En 1697, paraît une Lettre d'un missionnaire de la Compagnie de Jésus. Louis Ellies Dupin l'attribue à Le Comte. La même année, les Nouveaux mémoires connaissent une deuxième édition. Elle est augmentée en 1698 d'un troisième volume, toujours sous le titre général de Nouveaux mémoires sur l'état présent de la Chine. Mais ce troisième volume n'est pas dû à Le Comte. Il est constitué de deux textes du jésuite Charles Le Gobien : l'« Histoire de l'édit de l'empereur de la Chine en faveur de la religion chrétienne » (déjà publié indépendamment la même année, chez le même éditeur) et l'« Éclaircissement sur les honneurs que les Chinois rendent à Confucius et aux morts ».
Durant l'année 1700, la dispute sur les cérémonies chinoises est à son paroxysme. Le nombre de publications concernant le sujet est impressionnant. Le janséniste Noël Alexandre fait paraître un livre que Brisacier, le supérieur des Missions étrangères, salue comme « plein de sagesse et de force » : Apologie des dominicains missionnaires de la Chine ou Réponse au livre du père Le Tellier, jésuite, intitulé Défense des nouveaux chrétiens ; et à l'éclaircissement du père Le Gobien de la même Compagnie, sur les honneurs que les Chinois rendent à Confucius et aux morts. « Pour servir de confirmation » à son livre, Alexandre publie ensuite Conformité des cérémonies chinoises avec l’idolâtrie grecque et romaine.
Le Comte se retrouve au cœur de la tourmente. On lui reproche de plaider la cause de la morale chinoise, d'« exalter beaucoup trop les Chinois ». Deux passages des Nouveaux mémoires lui valent les attaques les plus virulentes :

« Ce n'est pas une petite gloire à la Chine d'avoir sacrifié au Créateur dans le plus ancien temple de l'univers […] L'on ne prend pas garde que la Chine a conservé plus de deux mille ans la connaissance du vrai Dieu et pratiqué les maximes les plus pures de la morale, tandis que l'Europe et presque tout le reste du monde était dans l'erreur et dans la corruption. »

L'abbé Jacques Boileau dénonce « cet éloge des Chinois comme un blasphème ». La controverse, qualifiée par Voltaire d'« aussi vive que puérile », a pour effet d'envenimer la querelle sur les cérémonies chinoises.

### Publication de laLettre au duc du Maine

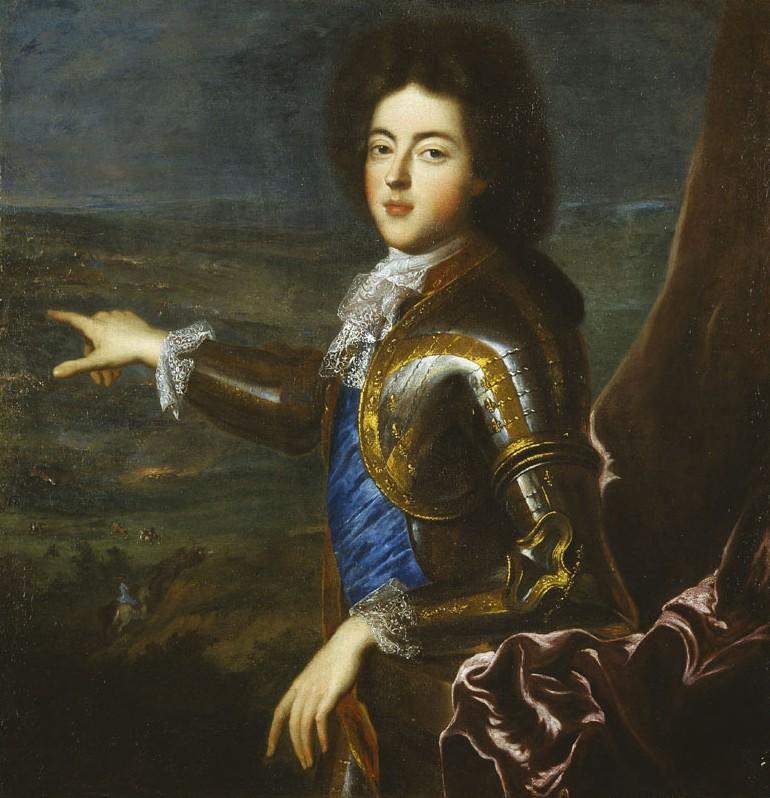
Louis Auguste de Bourbon, duc du Maine, par de Troy.

Le Comte plaide la cause des missionnaires jésuites dans l'affaire des rites chinois, en publiant la Lettre à monseigneur le duc du Maine sur les cérémonies de la Chine. En début de livre, il reprend brièvement le point le plus controversé de ses Nouveaux mémoires : les premiers Chinois rendaient un culte à un Dieu souverain ; et leur religion, « qui était venue sans doute des enfants de Noé, avait continué à la Chine près de deux mille ans, sans presque aucun mélange d'idolâtrie » ; et leur morale était aussi pure que leur religion.
Jacques-Charles de Brisacier publie une Lettre des messieurs des Missions étrangères au pape sur les idolâtries et sur les superstitions chinoises. Le Comte réplique par une Réponse à la lettre des messieurs des Missions étrangères au pape, sur les cérémonies chinoises. Charles Le Gobien réplique de son côté par des Réflexions générales sur la lettre qui paraît sous le nom de messieurs du séminaire des Missions étrangères, touchant les cérémonies chinoises.

### Censure des deux livres
Les directeurs du séminaire des Missions étrangères défèrent les Nouveaux mémoires et la Lettre au duc du Maine à la cour de Rome. Le 1er juillet 1700, ils les défèrent également à la faculté de théologie de Paris,.
Louis XIV retire à Le Comte son emploi de confesseur de la duchesse de Bourgogne. « Les jésuites, dit Saint-Simon, avec tout leur art et leur crédit », n'ont pu « parer le coup ». Le Comte quitte Versailles début juillet. Ses supérieurs l'envoient à Rome pour lui permettre de se justifier,. Il a espoir de retourner en Chine ensuite. Il publie un Éclaircissement sur la dénonciation faite à N. S. P. le pape des Nouveaux mémoires de la Chine. Il s'y explique sur les six propositions controversées.
Le 18 octobre 1700, la faculté censure des propositions extraites des Nouveaux mémoires et de la Lettre au duc du Maine de Le Comte, ainsi que de l'Histoire de l'édit de l'empereur de Chine de Le Gobien. Elle condamne la plupart des propositions comme fausses, téméraires et erronées,. Le Gobien signifie aussitôt, en son nom et en celui de Le Comte, un Acte de protestation. Il publie également une Lettre à un docteur de la faculté de Paris sur les propositions déférées en Sorbonne. Les jésuites font paraître plusieurs lettres et réponses,. À Rome, Le Comte cherche à plaider sa cause auprès d'Innocent XII et de la congrégation nommée par celui-ci pour examiner l'affaire. La congrégation refuse d'accéder à sa demande d'être entendu.
En 1701, paraît une lettre de 1699 de Charles Maigrot dénonçant « la fausseté de ce que le père Le Comte a écrit touchant la religion ancienne des Chinois ». En 1702, Brisacier écrit à Tirso González, général des jésuites, à Rome, pour qu'il contresigne un mémorial exigeant du Saint-Siège « un décret irrévocable sur les cérémonies chinoises ». Le Comte se trouve toujours à Rome cette année-là. C'est lui qui répond, le 17 mars. Entre autres malignités, il allègue que le général ne peut approuver un texte comportant trop de fautes de latin et ne ménageant pas une place suffisante pour signer.
Il ne revoit pas la Chine. Il reste en bons termes avec l'empereur Kangxi, qu'il a initié au vin de Bordeaux. Il lui en expédie, plusieurs années durant. Il meurt à Bordeaux le 19 avril 1728,.
Le 6 août 1762, les Nouveaux Mémoires font partie d'ouvrages condamnés au feu par le parlement de Paris. Le choix des livres à brûler se fait, dit François-Xavier Tessier, « par l'esprit de parti plus que par le zèle de l'orthodoxie ».

## Publications
- Observations astronomiques et Physiques etc, Envoiées à l'Academie Royale des Sciences par les Jésuites mathematiciens du Roy envoiez à la chine et aux Indes Orientales., 1685-1698, 83 p. (présentation en ligne).

- Quelques éditions des Nouveaux mémoires :
  - Nouveaux mémoires sur l'état présent de la Chine, Paris, Anisson, achevé d'imprimer le 7 juillet 1696, 2 vol. Lire en ligne : tome I, sur archive.org, tome II, sur archive.org.
  - Nouveaux mémoires sur l'état présent de la Chine, Paris, Anisson, 1697 et 1698. Deuxième édition, 3 vol. Les deux premiers volumes, parus en 1697, sont de Louis Le Comte. Le tome III, achevé d'imprimer le 31 mai 1698 et ajouté à l'édition de 1697, n'est pas de Louis Le Comte. Il est constitué de deux textes de Charles Le Gobien : l'« Histoire de l'édit de l'empereur de la Chine en faveur de la religion chrétienne » et l'« Éclaircissement sur les honneurs que les Chinois rendent à Confucius et aux morts ». Lire en ligne : tome I, sur books.google.fr, tome II, sur books.google.fr, tome III, sur books.google.fr.
  - Louis Lecomte, Un jésuite à Pékin : nouveaux mémoires sur l'état présent de la Chine, 1687-1692, texte établi, annoté et présenté par Frédérique Touboul-Bouyeure, Paris, Phébus, 1990[110].
- Lettre d'un missionnaire de la Compagnie de Jésus, écrite de la Chine à M…, Paris, Anisson, 1697[81]. Attribuée à Le Comte par Louis Ellies Dupin[82].
- Lettre du révérend père Louis Le Comte, de la Compagnie de Jésus, à monseigneur le duc du Maine sur les cérémonies de la Chine, sur archive.org, Paris, 1700.
- Réponse à la lettre des messieurs des Missions étrangères au pape, sur les cérémonies chinoises, sur archive.org, sans lieu, 1700.
- Éclaircissement sur la dénonciation faite à N. S. P. le pape des Nouveaux mémoires de la Chine, composés par le père Louis Le Comte, de la Compagnie de Jésus, confesseur de madame la duchesse de Bourgogne, sur archive.org, sans lieu, 1700.

- Reflexions sur la censure, publiée sous le nom de la Faculté de Theologie de Paris, contre les livres intitulés, Nouveaux memoires sur l'etat present de la Chine, Histoire de l'edit de l'Empereur de la Chine, Lettre des ceremonies de la Chine, 1700, 19 p. (lire en ligne).

- Censure de quelques propositions de pp. Le Comte et Le Gobien Jesuites, publiée sous le nom de la Faculté de theologie de Paris : refutée par les ecrits des Dominiquains & des Franciscains missionaires de la Chine les plus opposez aux Jesuites, 1700, 148 p. (lire en ligne).

- Censure de la sacrée Faculté de theologie de Paris, portée contre les propositions extraites des livres intitulés, Nouveaux memoires sur l'etat present de la Chine, Histoire de l'edit de l'empereur de la Chine, Lettre des cérémonies de la Chine, octobre 1700, 8 p. (disponible sur Internet Archive).